# Casatenovo
Casatenovo est une commune italienne de la province de Lecco, en Lombardie.

## Culture
- Villa Lattuada

## Administration
| Période                                  | Période  | Identité        | Étiquette | Qualité |
| ---------------------------------------- | -------- | --------------- | --------- | ------- |
| 14 juin 2004                             | En cours | Antonio Colombo |           |         |
| Les données manquantes sont à compléter. |          |                 |           |         |

### Hameaux
Galgiana, Campofiorenzo, Cascina Bracchi, Valaperta, Rogoredo.

### Communes limitrophes
Besana in Brianza, Camparada, Correzzana, Lesmo, Lomagna, Missaglia, Monticello Brianza, Usmate Velate.